# The Lennons
The Lennons sind eine aus Pforzheim stammende Punkrock-Band, die im März 1981 gegründet wurde und damit eine der ältesten Bands dieses Genres ist.

## Geschichte
Im Herbst 1981 erschien die erste EP der Gruppe (Die Wahrheit über Claudia, Erika und die ganzen Anderen), die aufgrund der freizügigen Texte im Rundfunk nicht gespielt werden durfte und in kürzester Zeit ausverkauft war. 1989 wurde die EP Blutorgie in der Leichengrube veröffentlicht, die mittlerweile ebenfalls vergriffen ist.
Nach einer Deutschlandtournee mit der jugoslawischen Punkrockband Kud Idjoti erschien 1991 das Livealbum Lebendig gefressen.
Zum 15-jährigen Bühnenjubiläum der Band wurde 1996 die 10"-Picture-EP Die Welt ist schlecht veröffentlicht. Im Oktober folgte eine Deutschlandtournee mit der schottischen Band Hugh Reed & The Velvet Underpants. Im selben Monat fand ein Konzert bei den Autumn Gatherings im englischen Bath statt, wo die Lennons mit Bands wie The Damned oder den UK Subs zusammenspielten. Das Konzert wurde als Video veröffentlicht.
Im Februar 1997 reiste die Band nach Schottland, wo sie in Edinburgh vom Exploited-Gitarristen Big John unterstützt wurde. Im August desselben Jahres folgte eine Wiederholungstour.
1998 erschien das Album Rache für Elvis. Es folgten verschiedene Konzerte und Open-Air-Festivals, unter anderem mit der englischen Punklegende Attila the Stockbroker. Im August spielte die Band erstmals auf einem großen Punkrock-Festival in Maribor, Slowenien.
2002 wurde das neue Studioalbum Der Weg nach Eden mit 16 neuen Songs veröffentlicht. Als Gastsänger konnten Axel Kurth (WIZO) und Archi Alert (Terrorgruppe) gewonnen werden.

## Stil
Die Musik der Lennons ist der klassische Punkrock der ausgehenden 70er Jahre, der mit Hardcore nur wenig zu tun hat und auf eingängige Melodien setzt. Die deutschen Texte beschäftigen sich sowohl mit politischen Themen wie Rassismus oder der Wiedervereinigung als auch mit spätpubertären Teenagerphantasien.

## Diskografie

### Studioalben
- 1997: Rache für Elvis (LP)
- 1998: Rache für Elvis (CD + 8 Bonus-Tracks)
- 2002: Der Weg nach Eden (CD)
- 2019: Fuck (LP)

### EPs
- 1981: Die Wahrheit über Claudia, Erika und die ganzen Anderen (7"-EP)
- 1989: Blutorgie in der Leichengrube (7"-EP)
- 1996: Die Welt ist schlecht (10"-Picture-EP)

### Livealben & Kompilationen
- 1981: Die Kassettentäter (Tape Kompilation)
- 1990: Flops of the Pops (Incognito-Kompilation)
- 1991: Lebendig gefressen (Live-LP)
- 1991: Lebendig gefressen (Live-CD + 4 Bonus-Tracks)
- 2000: B.A.R.T (Antifa-Kompilation)
- 2003: Aggropop Now! (Kompilation)
- 2005: A Tribute to Soilent Grün (Kompilation)
- 2008: Various Artists: A Tribute to the Lennons (Kompilation)
- 2009: Der verlorene Song 2 (Kompilation)
- 2009: Der verlorene Song 3 (Kompilation)

### Videos
- 1996: Live at the Autumn Gatherings (Live Video)